# Colegio Salesiano

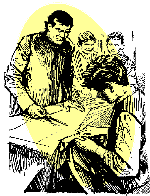
El colegio salesiano nace de la experiencia educativa de Don Bosco.

Un colegio Salesiano es una institución educativa inspirada en el método educativo salesiano. Los colegios salesianos tienen al centro de su identidad la figura de Don Bosco, sacerdote, educador y escritor italiano del siglo XIX, quien desarrolló un método educativo que pone al alumno al centro de toda actividad educativa y formativa. Este método tiene como objetivo promover y comprometer a todas las personas del docente y de la comunidad de la que forma parte, con una visión propia de pensamiento, de vida, actividad y compromiso práctico.
Los colegios salesianos han adquirido un gran prestigio a lo largo del siglo XX en todas las naciones en las cuales están presentes, registrando su presencia en 133 países. Por otra parte, la Asociación de Antiguos Alumnos Salesianos es la mayor de su género en el mundo con una tradición que se remonta a los años de vida de Don Bosco (1815 - 1888).

## Identidad

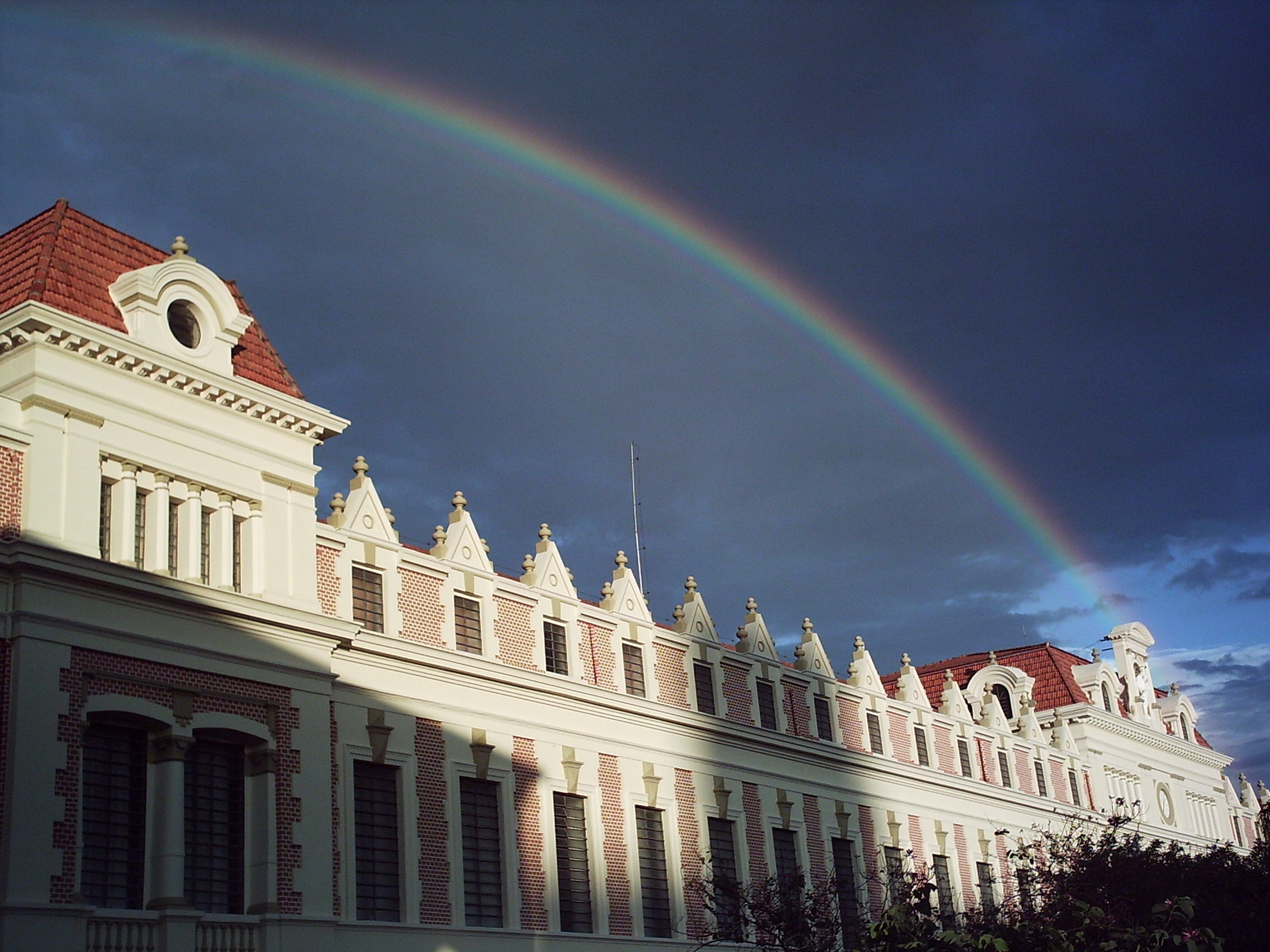
Colegio Salesiano "Nuestra Señora Auxiliadora", São Paulo, Brasil.

Los colegios salesianos tienen características distintivas que se fundamentan en elementos aportados por el mismo Don Bosco y posteriormente por la tradición salesiana en todos los países en donde están presentes. A pesar de ello, los colegios o escuelas salesianas promueven la identidad cultural y el amor por la patria propia. Estos tienen como eje central de su quehacer educativo el denominado Sistema Preventivo Salesiano practicado por el santo de Turín durante el siglo XIX y enriquecido a lo largo del siglo XX por los salesianos, quienes se han destacado por su enorme aporte al desarrollo de la educación en el mundo. 
Un colegio salesiano se define así mismo como casa acogedora, parroquia evangelizadora, escuela que forma para la vida y patio en el que se comparte la amistad y la alegría. 

### El colegio como hogar

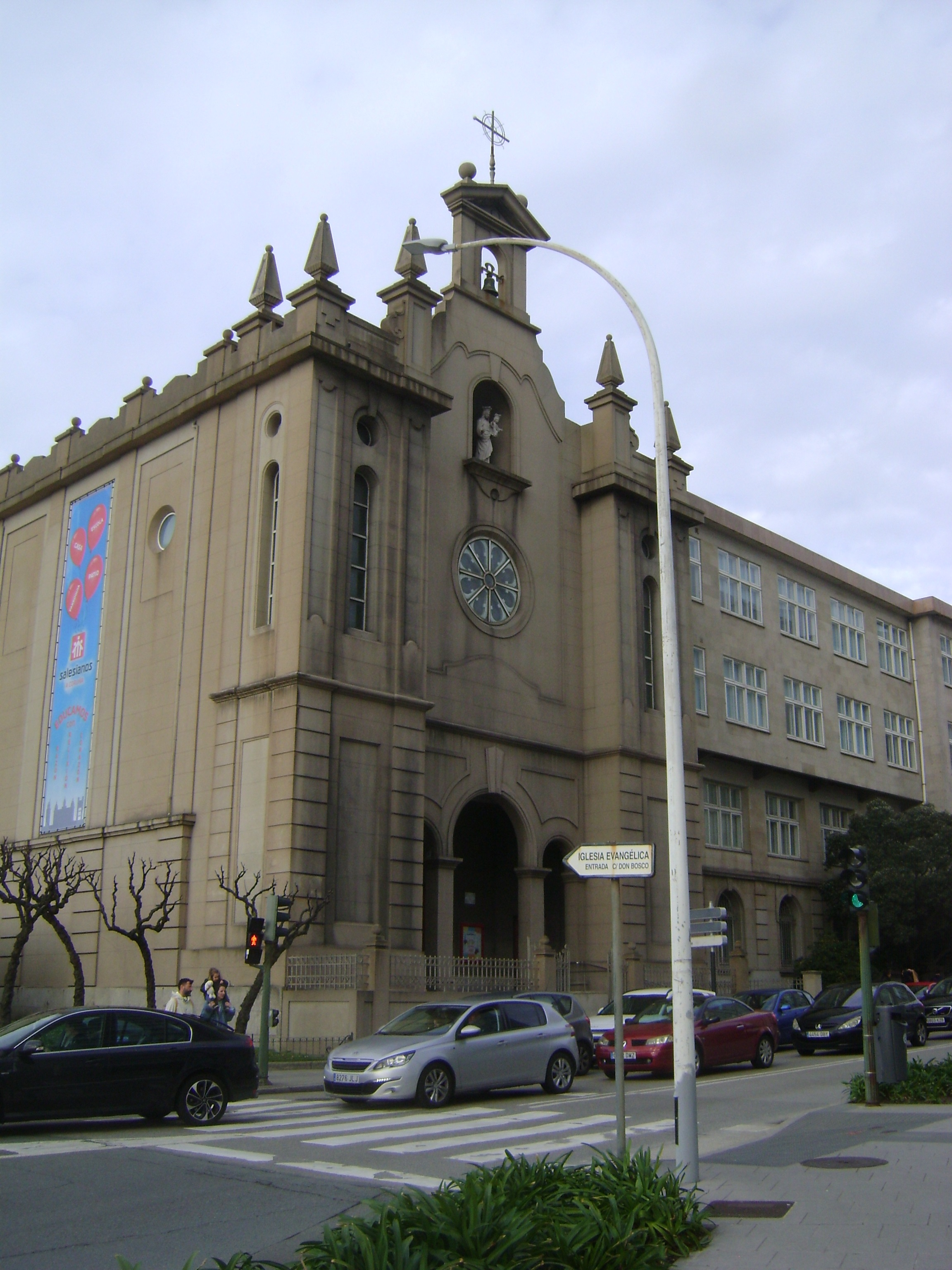
Colegio Salesianos de La Coruña, Galicia (España).

El estudiante de los salesianos debe encontrar en su colegio un ambiente de hogar en donde encuentre aprecio, confianza, respeto y comunicación. Por otra parte, dentro del sistema educativo de Don Bosco la familia del joven constituye un punto vital dentro de la formación.

### El colegio como parroquia
Aunque los colegios salesianos se encuentran dispersos en países de los cinco continentes, muchos de los cuales no son cristianos o católicos, el colegio se define también como parroquia en donde se vive y se madura en la opción religiosa y la fe. Los salesianos han sabido acoplarse a las exigencias de países cuyos estados son confesionales (países en donde el budismo es oficial como Tailandia y Camboya; el sintoísmo como Japón, el Islam como Pakistán o Egipto; el hinduismo como India o en regímenes comunistas como China) bajo la norma del respeto, la tolerancia y el diálogo formativo entre sus estudiantes no católicos. Este aspecto ha hecho que dichos estados valoren la educación salesiana (por ejemplo en Tailandia, Camboya y Pakistán), mientras los salesianos se acoplan a las disposiciones de la Iglesia católica al no promover la propaganda religiosa. De esta manera, existen diferentes asociaciones de exalumnos de Don Bosco no-católicos identificados con el espíritu salesiano y respetuosos de los valores religiosos que reconocen de una u otra forma el misterio divino.

### El colegio como patio
La palabra "patio" tiene en la educación salesiana un profundo sentido pedagógico. No existe un colegio o escuela salesiana sin áreas deportivas, consideradas el espacio en donde se facilita el encuentro juvenil en clave de amistad, comunicación espontánea, conocimiento mutuo, asistencia del adulto-educador-formador con el joven. Para Don Bosco el deporte era parte esencial de la formación juvenil. No concebía que un muchacho no hiciera deporte, señal de que tenía algún problema. En el deporte el joven expresa su ser, sus ideas, sus comportamientos de manera espontánea, se crea el espacio para el descanso mental después de las faenas educativas y se abre la interacción social. La idea del patio salesiano tiene sus diferentes esfumaturas marcadas por culturas y épocas. En la actualidad, con el avance de la tecnología, Internet y los nuevos espacios urbanos del encuentro juvenil, los salesianos se adaptan a esos conceptos contemporáneos del patio.

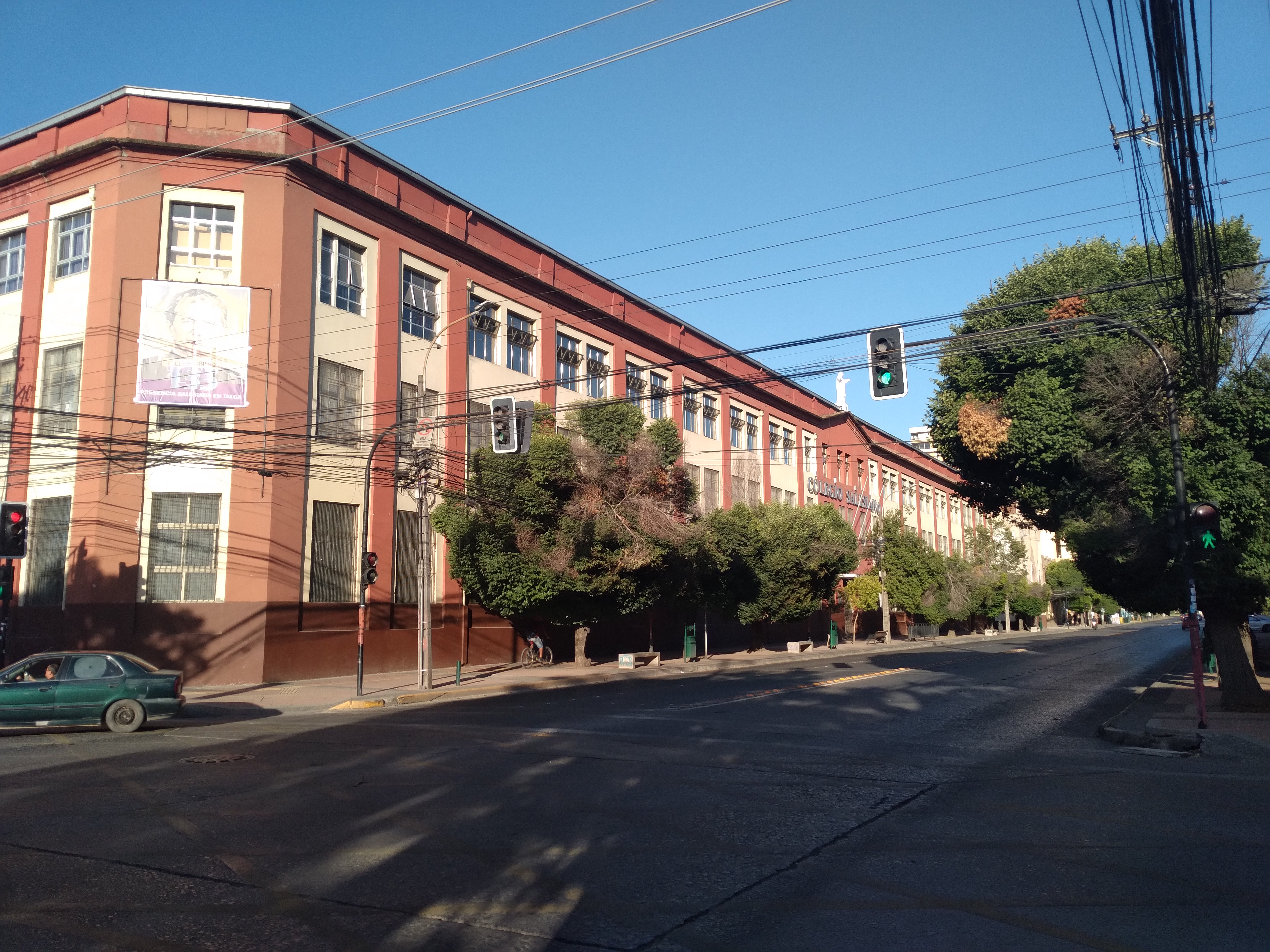
La sede sur del Centro Educativo Salesianos Talca, Chile.

### El colegio como escuela
Por último el colegio salesiano es el centro de una formación bien planeada para un futuro de oportunidades. El joven debe adquirir dentro del colegio salesiano los elementos claves que le permitan responder con certeza a los retos de su propio futuro, de su vocación, de su patria y de su tiempo. El colegio salesiano insiste en dos aspectos: por una parte el joven debe aprender a realizar un oficio que le ayude en la vida a superarse, a trabajar y a salir adelante y por otro debe adquirir una formación humana, en valores profundos que lo constituyan en un hombre o mujer de bien. Todo dentro del Colegio Salesiano debe girar en torno a dicha idea y ello se garantiza por medio de una disciplina estricta pero responsable y de la formación de los propios educadores dentro del concepto de educación de Don Bosco.

## La pedagogía salesiana
San Juan Bosco fue un educador excepcional. Su inteligencia aguda, su sentido común y su profunda espiritualidad lo condujeron a crear un sistema educativo que convierta a la persona entera (cuerpo, mente y corazón). 
La educación salesiana, a decir de la propia congregación, favorece el aumento y la libertad, poniendo a la juventud en el centro de su labor educativa. 
Para distinguir su método del sistema educativo represivo, imperante en la Italia del siglo XIX, los salesianos rescataron la autoestima, intentando prevenir la necesidad del castigo, colocando al muchacho en una atmósfera en la cual es animado a dar lo mejor de sí. Este es un acercamiento congénito, amistoso, integral a la educación. Crea un clima que el educador dibuja lo mejor del muchacho, anima la expresión completa de sí, ayudando al muchacho a adquirir las actitudes que lo dirigen a elegir lo que sea bueno, sano, alegre y que lo haga crecer en la vida.